# Hans Biller

Biller Unternehmens-Logo bis 1939

Biller Unternehmens-Logo nach 1948

Johann „Hans“ Biller (* 7. August 1898; † 25. Juni 1980) war ein deutscher Unternehmer.
Der zuvor als Ingenieur und Konstrukteur bei der Bing-Werke AG tätig gewesene Biller gründete am 2. Mai 1935 zusammen mit seiner Ehefrau das Unternehmen „Hans Biller“ (mit dem Logo HABI) zur „Herstellung von Metallspielwaren“ mit Sitz in Nürnberg. 
Die ersten Werkzeuge stammten von dem kurz zuvor in Konkurs gegangenen Unternehmen Johann Philipp Meier („Groschenspielzeughersteller“ ab etwa 1890). Vor Ausbruch des Zweiten Weltkriegs war das Unternehmen auf die Produktion von mechanischem Spielzeug spezialisiert. Im Krieg wurde das Fabrikationsgebäude völlig zerstört. Nach dem Wiederaufbau der Produktionsstätten und Umstellung der Produktpalette fiel erst 1948 der Startschuss für die bekannte „Billerbahn“. Am 2. Oktober 1948 wurde Hans Biller ein Patent auf die Umkleidung des Laufwerks von Spielzeugen, insbesondere Spielfahrzeugen erteilt. 1952 und 1976 zog der Betrieb um. Im April 1977 meldete das Unternehmen Konkurs an und wurde laut Nürnberger Gewerbekartei zum 18. Januar 1978 abgemeldet.
Als Unternehmer wurde er Präsident des „Verbandes der deutschen Spielwaren- und Christbaumschmuck-Industrie“ und der „Vereinigung der bayerischen Spielwaren- und Christbaumschmuckhersteller“ - und er stand als Präsident der 1961 neu gegründeten „Europäischen Föderation der Spielwarenhersteller-Verbände“ vor.
Für seine unternehmerischen Verdienste wurde ihm auf Vorschlag des bayerischen Ministerpräsidenten Hans Ehard am 3. Mai 1962 das Bundesverdienstkreuz 1. Klasse verliehen. Am 22. Juni 1967 zeichnete ihn der damalige Ministerpräsident Alfons Goppel dann auch mit dem Bayerischen Verdienstorden aus.

## Schweiz
Dort ist das Unternehmen unter einem eigenen Logo und dem Namen „HaBi“ bekannt.